# 王世洲
王世洲（1953年12月—1994年9月1日），男，彝族，云南镇康人，中共党员，二级警司，全国公安二级英雄模范，革命烈士，生前为云南省临沧市镇康县公安局缉毒大队副大队长。1994年9月1日凌晨，王世洲和战友张从顺在镇康县南伞镇执行缉毒任务时不幸牺牲。

## 生平
1953年12月，生于云南省临沧市镇康县忙丙乡马鞍山村。1976年2月参加工作，先后在镇康县甘塘完全小学、镇康县教委、镇康县法院、镇康县公安局等单位工作，历任镇康县法院办公室副主任、镇康县公安局缉毒大队副大队长等职，1992年6月被授予二级警司衔.
1994年9月1日，在缉毒行动中在镇康县军弄乡轩岗吊桥与毒贩交战，由于伤势过重导致失血过多而光荣牺牲于镇康县人民医院。现安葬于凤尾革命烈士陵园。
1994年9月，中共镇康县委追认其为中共正式党员。1994年9月3日，镇康县委作出“关于向张天顺、王世洲同志学习的决定”。同年12月15日，中华人民共和国公安部授予王世洲“二级英雄模范”称号。1995年2月16日，云南省人民政府批准其为革命烈士。

## 家庭
- 王建晶，女儿，云南省临沧市镇康县公安局出入境管理大队民警。
- 王建毅，儿子，镇康县公安局木场派出所所长。